# Alvin Lee and Company
Alvin Lee and Company es el octavo álbum de la banda de blues rock británica Ten Years After grabado y lanzado el año 1972.

## Listado de canciones
Todas las canciones escritas por Alvin Lee, menos la cuarta.
1. The Sounds - 4:13
2. Rock Your Mama - 3:02
3. Hold Me Tight - 2:20
4. Standing at the Crossroads (Elmore James, Arthur Johnson)- 4:03
5. Portable People - 2:15
6. Boogie On - 14:31
7. Spider in My Web - 7:19
8. Hear Me Calling - 3:48
9. I'm Going Home - 3:37

## Créditos
- Alvin Lee - Guitarra, voz
- Chick Churchill - órgano Hammond
- Ric Lee - batería
- Leo Lyons - Bajo